# 新巴尔虎左旗
新巴爾虎左旗，简称新左旗、东旗，為內蒙古自治區呼倫貝爾市市下所轄一個旗，面積22222平方公里，与蒙古国东方省哈拉哈河苏木接壤。旗人民政府駐阿木古郎鎮。

## 历史沿革
巴尔虎，系蒙古族之一部落名，后金时期属喀尔喀。由于巴尔虎蒙古人迁至呼伦贝尔的时间不同，故称先来为陈巴尔虎，后来者为新巴尔虎。清朝雍正年间，清廷将新巴尔虎归属新巴尔虎两翼八旗。1932年，满洲国设兴安东分省，辖大兴安岭以东地区，设兴安北分省辖大兴安岭以西地区；同年6月27日公布《兴安省管制》后，撤销呼伦贝尔副都统衙门、海拉尔市政筹备处及呼伦、胪滨、室韦、奇乾四县。废除索伦八旗制；将新巴尔虎左翼四旗改为新巴尔虎左旗，新巴尔虎右翼四旗改为新巴尔虎右旗。1948年属内蒙古自治政府辖下的呼伦贝尔盟，1949年属呼纳盟。中华人民共和国成立後，仍属呼伦贝尔盟。

## 行政区划
新巴尔虎左旗下辖2个镇、5个苏木：
嵯岗镇、阿木古郎镇、新宝力格苏木、乌布尔宝力格苏木、罕达盖苏木、吉布胡郎图苏木和甘珠尔苏木。

## 人口
根據第七次人口普查數據，截至2020年11月1日零時，新巴爾虎左旗常住人口為37007人。
蒙古人佔人口的七成以上。

## 产业
該旗位於呼倫貝爾草原西部，該旗除了以畜牧业為主，近年正起步於旅遊業。

## 交通
- 331国道、 332国道过境。